# Casa Cal Tupinamba
La Casa Cal Tupinamba és una obra amb elements gòtics de Monistrol de Montserrat (Bages) inclosa a l'Inventari del Patrimoni Arquitectònic de Catalunya.

## Descripció
Casa entre mitgeres de tres pisos d'alçada. Destaca la poca amplada i que se situa parcialment sobre el carrer.
Té decoracions gòtiques a les finestres com uns arcs apuntats al primer pis o una motllura que ressegueix la part superior de la finestra del tercer pis.
A la part inferior hi ha una gran arcada per on passa el carrer.